# Festung Warschau (19. Jahrhundert)

Lageplan der Warschauer Festungsanlagen am Ende des 19. Jahrhunderts. Die beiden im Osten gelegenen Forts (schwarz) gehören bereits zur Verteidigungslinie zwischen den Festungen Warschau und Zegrze

Die  Festung Warschau (polnisch „Twierdza Warszawa“; russisch „крепость Варшава“) wurde im 19. Jahrhundert in Warschau errichtet. Die Verteidigungsanlagen, die überwiegend auf der Westseite der Weichsel angelegt wurden, entstanden während der Zeit, in der Warschau zum Russischen Reich gehörte. Sie dienten der Absicherung des russischen Imperiums gegen die westlichen Großmächte und dem Machterhalt gegenüber polnischen Unabhängigkeitsbestrebungen, die im Novemberaufstand 1830/31 und im Januaraufstand 1863/64 erkennbar wurden.

## Geschichte
Die Festung bestand aus der ab 1832 gebauten Zitadelle mit den sie umgebenden fünf Forts auf der Westseite sowie dem Fort Śliwickiego auf dem Ostufer der Weichsel. Analog der Struktur der Festung Antwerpen, die als Vorbild galt, gab es außerdem einen inneren Verteidigungsgürtel, der aus acht Forts bestand. Der äußere Verteidigungsring bestand aus weiteren 19 Forts.
Bereits 1840 begannen die russischen Machthaber, die Zitadelle zu modernisieren und durch angebundene Forts (so auch eines Brückenkopf-Forts auf der ostwärtigen Weichselseite) zu verstärken. Im Jahr 1871 wurde entschieden, die bestehenden Festungsanlagen in Warschau und Modlin (Festung Modlin) mit einer zu errichtenden Festung in Zegrze mit zwischenliegenden Artillerieforts zu einer Warschauer Großraum-Befestigung auszubauen. Ab 1882 wurde der äußere Fortgürtel in Warschau gebaut. Diese Forts wurden in einer Entfernung von etwa sechs bis zwölf Kilometern von der Zitadelle angelegt. Von 1886 bis 1890 entstand dann der innere Fortgürtel in einer Entfernung von etwa vier bis zehn Kilometern zur Zitadelle und damit etwa zwei Kilometer vor den Forts des Außengürtels. In den Jahren 1890 bis 1892 wurde die Zitadelle durch betonierte Zwischenwerke und Kaponnieren verstärkt. Auch die Kasematten und Lager der Außenforts erhielten teilweise Betondecken.
Zwischenzeitlich war nämlich die Brisanzgranate erfunden; sie hatte eine mehrfach stärkere Sprengwirkung als die herkömmlichen Granaten und erlaubte es, gemauerte Festungen "zusammenzuschießen".
Letzte Bauarbeiten an den Forts endeten 1913 – zu einem Zeitpunkt, als die Anlage wegen Weiterentwicklung der Artillerietechnik militärisch stark an Bedeutung verloren hatte. Im Jahr 1915 wurde die Festung von den sich zurückziehenden russischen Truppen aufgegeben, besetzende deutsche Truppen zerstörten Teile der Festung.
Nach Übernahme durch die polnische Armee im Jahr 1918 wurden einige der Forts ganz oder teilweise gesprengt oder umgewidmet.
Beim deutschen Überfall auf Polen, der am 1. September 1939 begonnen hatte, kämpfte die 18. Infanterie-Division der Wehrmacht vom 9. bis zum 19. September in der Schlacht an der Bzura, der Entscheidungsschlacht um Polen. Ab dem 19. ging die Artillerie der 18. Infanterie-Division gegen Warschau in Stellung. Am 26. September nahmen die 1., 2. und 10. Kompanie des Infanterie-Regiments 51 das Fort II (Fort „Wawrzyszew“) am Westrand von Warschau ein. Oberleutnant Dietrich Steinhardt (Chef 2.) und Leutnant Josef Stolz (Chef 10.) erhielten für die entscheidende Einnahme des Forts als Erste des deutschen Heeres das Ritterkreuz.

## Die Forts der Zitadelle
von Norden (über Westen) nach Süden:
- „Nadbrzeżna“-Artilleriebatterie[3] (auch als Fort „Rymkiewicza“ bezeichnet).
- Fort „Siergieja“ (auch Fort „Sokolnickiego“ genannt). Das Fort wurde ab 1849 gebaut und ab 1864 umgebaut.
- Fort „Gieorgija“ (auch Fort „Hauke-Bosaka“[4] genannt). Das Fort wurde 1863 errichtet und existiert außer dem Verbindungstunnel zur Zitadelle nicht mehr. Heute befindet sich an seiner Stelle der Invaliden-Platz (polnisch: „Plac Inwalidów“).
- Fort „Pawła“ (auch Fort „Mierosławskiego“[5]) genannt. Das Fort wurde 1854 gebaut; es existiert nicht mehr. An seiner Stelle wurde eine Schule errichtet.
- Fort „Aleksieja“ (auch Fort „Traugutta“[6] genannt).
- Fort "Włodzimierz" (russisch: „Владимир“; ab 1921 als Fort „Legionów“[7] bezeichnet).
- Fort „Śliwickiego“ (auch Fort „Jasińskiego“ genannt). Das Fort wurde auf der ostwärtigen Weichselseite angelegt und richtet sich nach Osten.

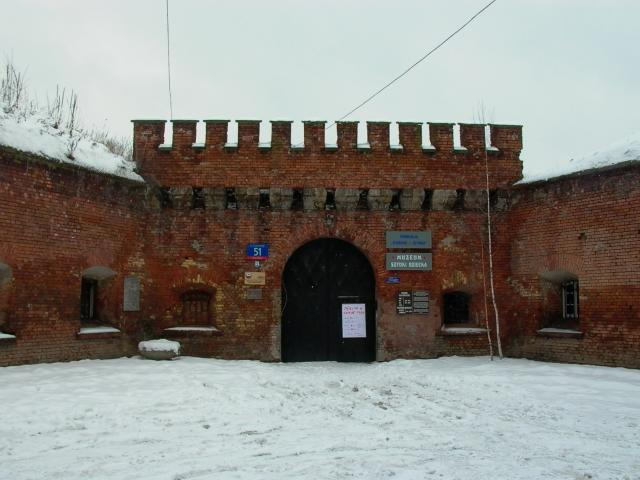
Fort „Siergieja“
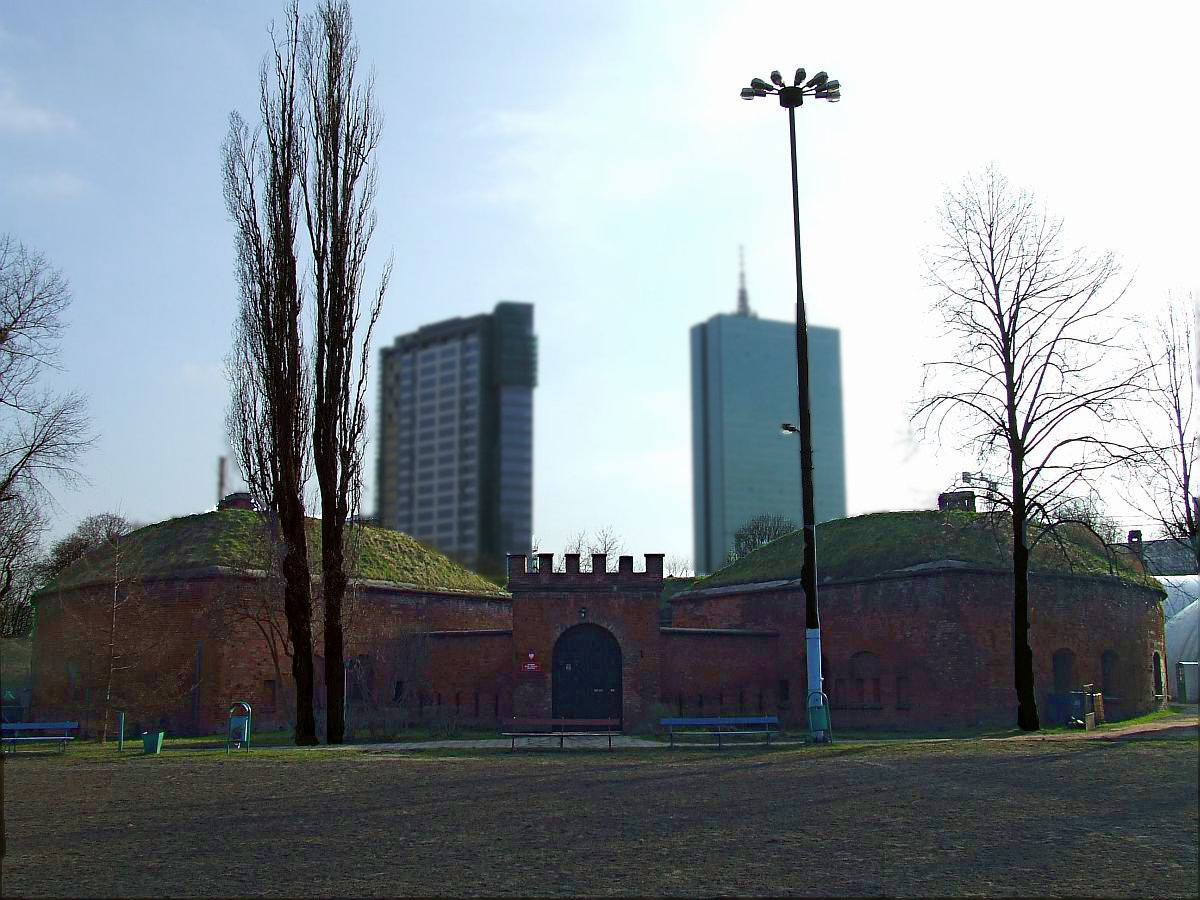
Fort „Aleksieja“
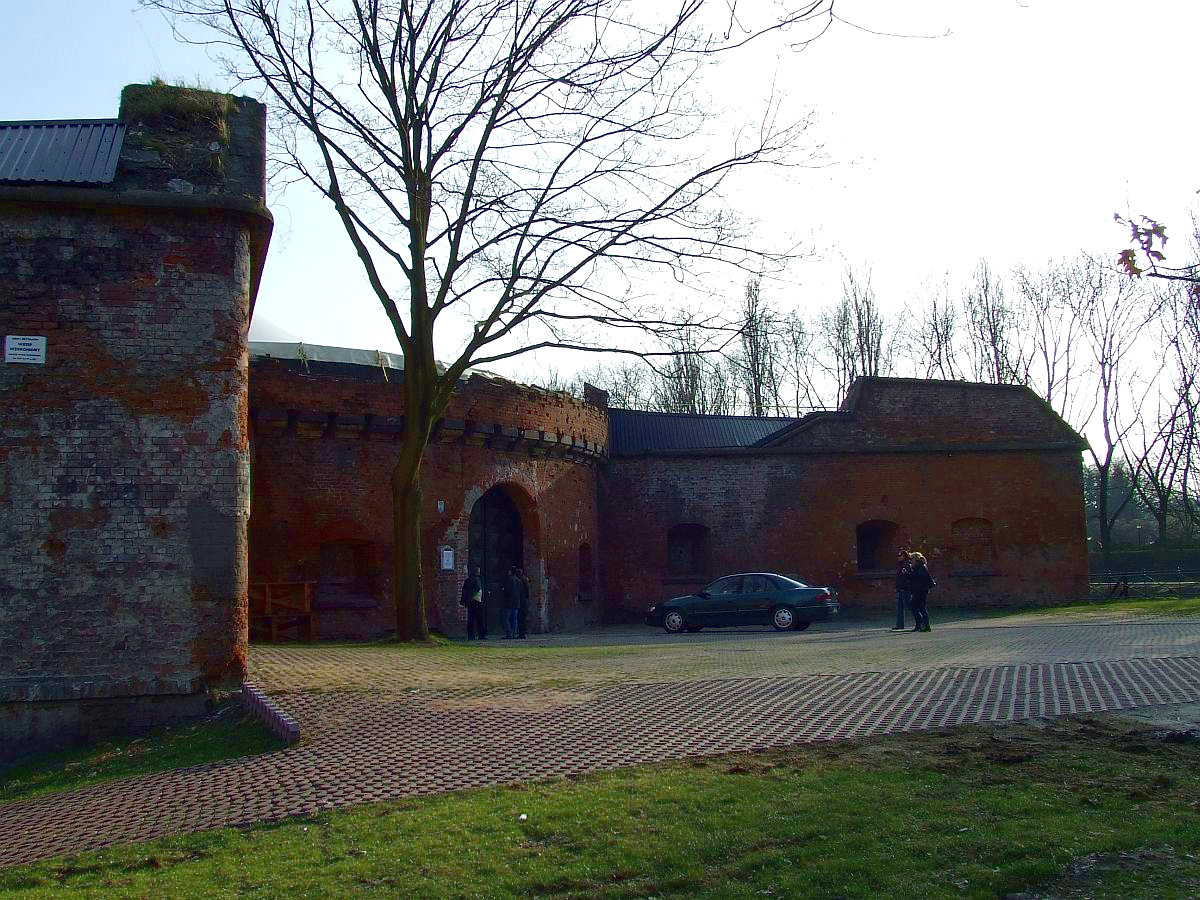
Fort „Włodzimierz“
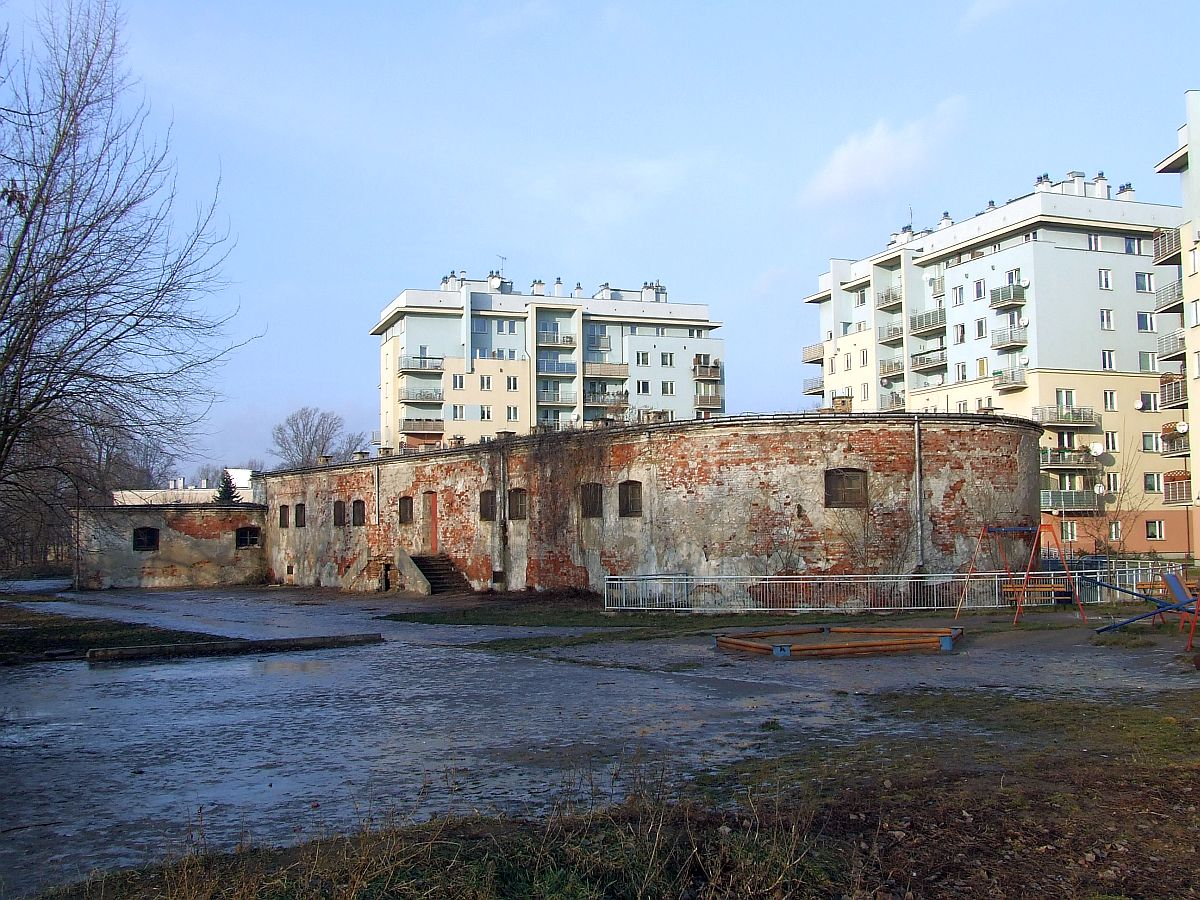
Fort „Śliwickiego“

## Die Forts des inneren Verteidigungsringes
von Norden (über Westen) nach Süden:
- Fort Burakow
- Fort P (auch Fort „Bema“ oder Fort „Parysów“ genannt). Ein kleiner Teil des Forts ist erhalten. Das Gesamtgelände ist heute als Naherholungsgebiet des Warschauer Stadtteils Bemowo ausgestaltet.
- Fort W (auch Fort „Wola“ genannt). Das Fort existiert nicht mehr; an seiner Stelle befindet sich das namentlich sich an das Fort anlehnende moderne Einkaufszentrum Fort Wola in Wola.
- Fort W-Tscha (auch Fort „Odolany“ genannt). Ein nicht mehr existierendes Hilfsfort, das sich im heutigen Gebiet der Eisenbahn von Odolany im Stadtteil Wola befand.
- Fort Tscha (auch Fort „Szczęśliwice“ genannt). Das Fort liegt an der heutigen Jerusalemer Allee (polnisch: Aleja Jerozolimskie). Der Innenbereich wird nicht genutzt; dort vermutlich nach dem Zweiten Weltkrieg entstandene militärische Bauten sind abgerissen worden, Schuttreste liegen herum. Im Außenbereich liegen um den wassergefüllten Graben ausgedehnte Schrebergartenanlagen.

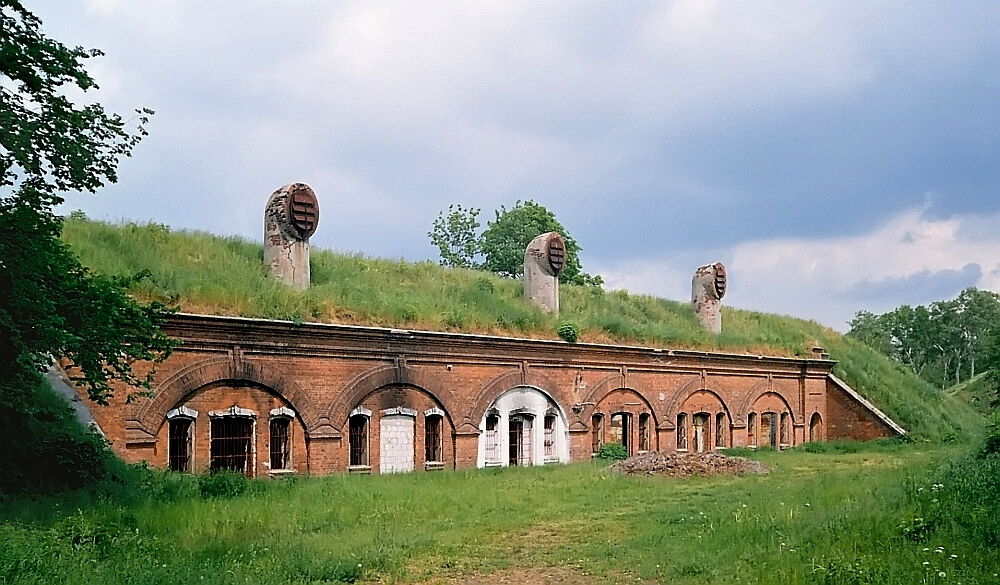
Fort P
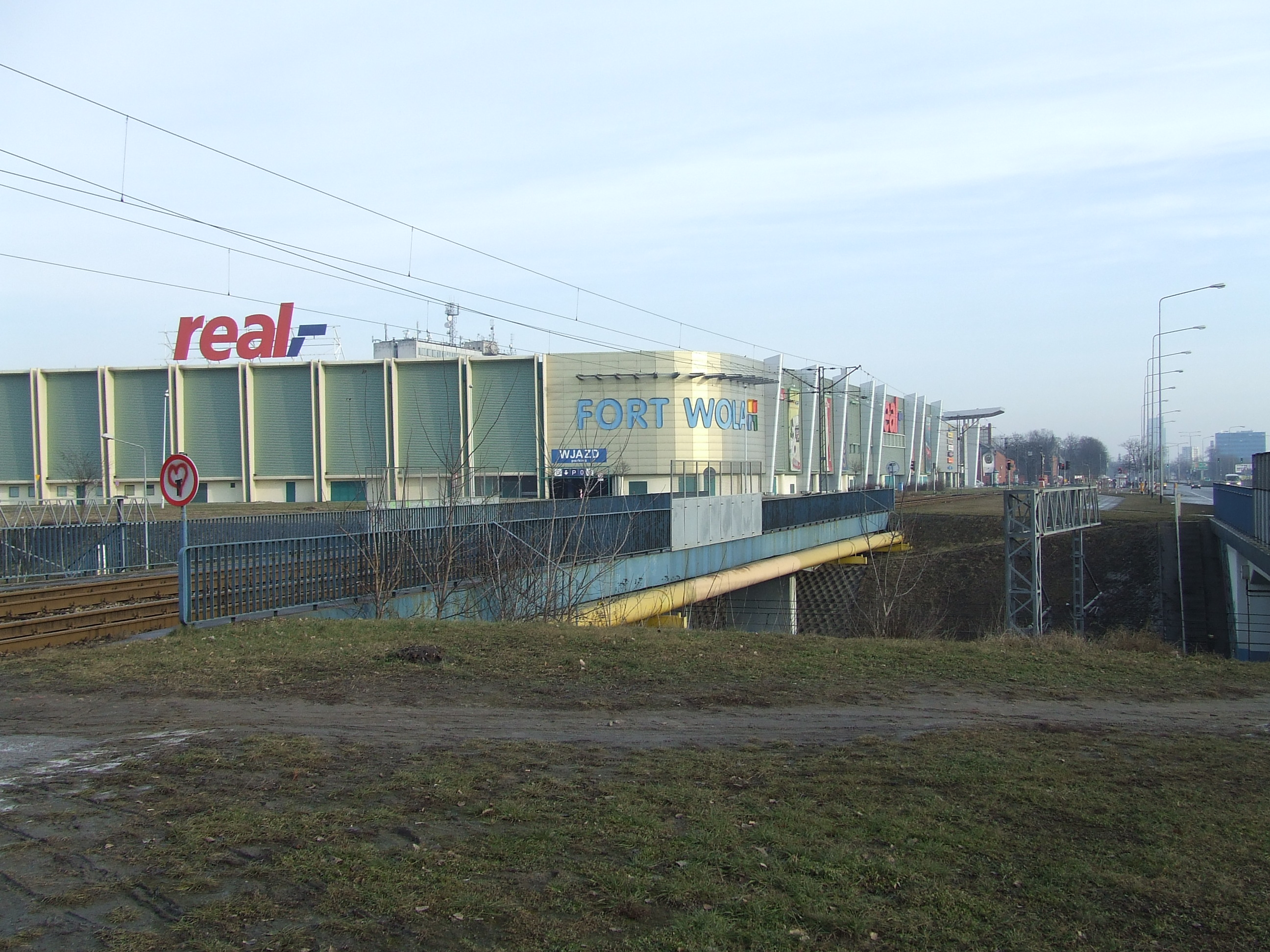
Fort W
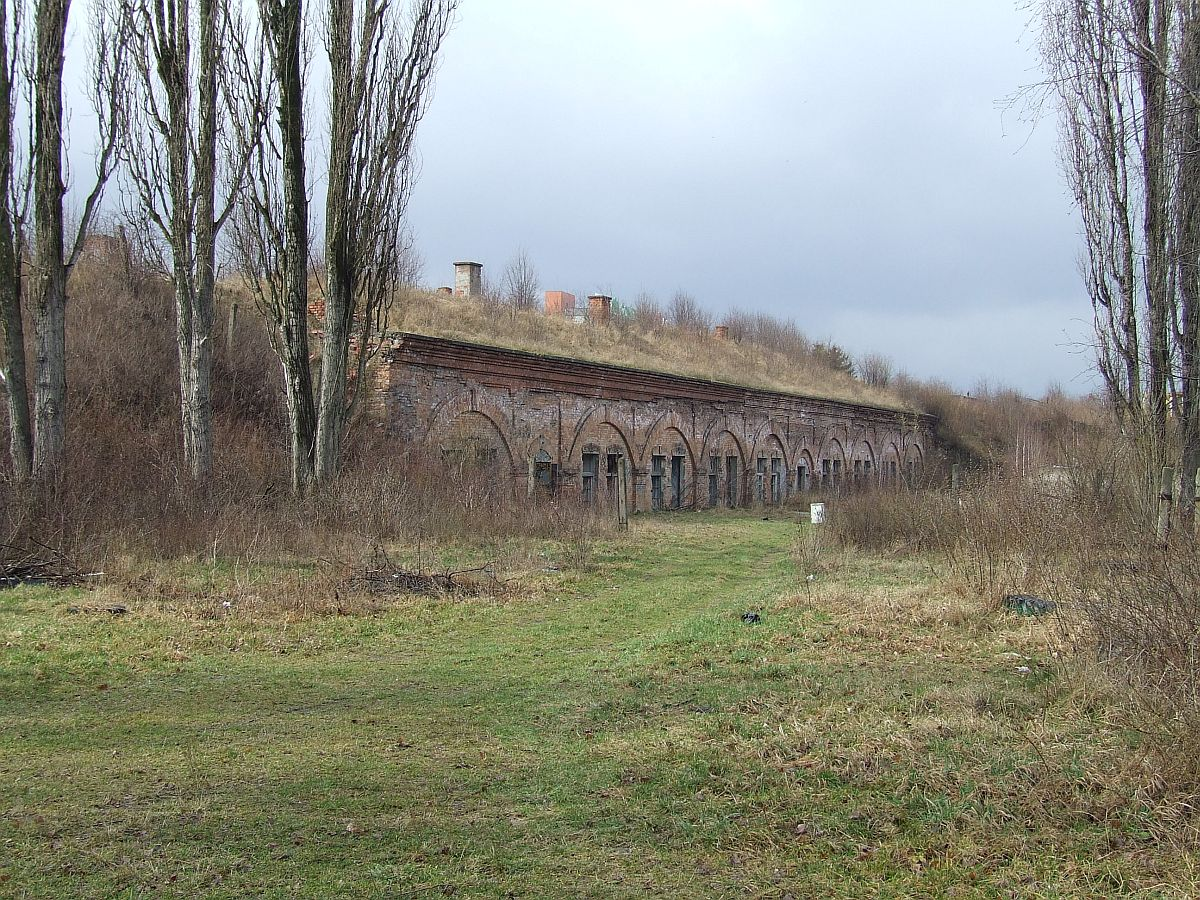
Fort Tscha

- Fort Tscha-M (auch Fort „Rakowiec“ genannt). Das Fort existiert nicht mehr; seine Bodenstrukturen sind in einem darauf angelegten Park jedoch erkennbar.
- Fort M (auch Fort „Mokotów“ genannt). Das Fort liegt an der Racławicka-Straße. Neben Gewerbetreibenden wird es heute von einem Restaurant und einem Café genutzt.
- Fort M-Tsche (auch Fort „Odyńca“ genannt). Die Anlage existiert nicht mehr.
- Fort Tsche (auch Fort „Piłsudskiego“ oder Fort „Legionów Dąbrowskiego“ genannt). Das Fort gehört der polnischen Armee und wird nicht genutzt.

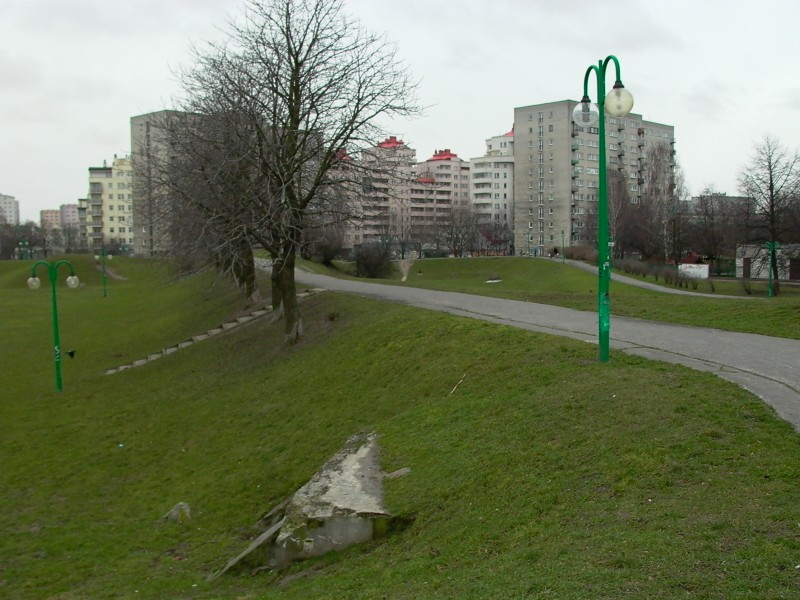
Fort Tscha-M
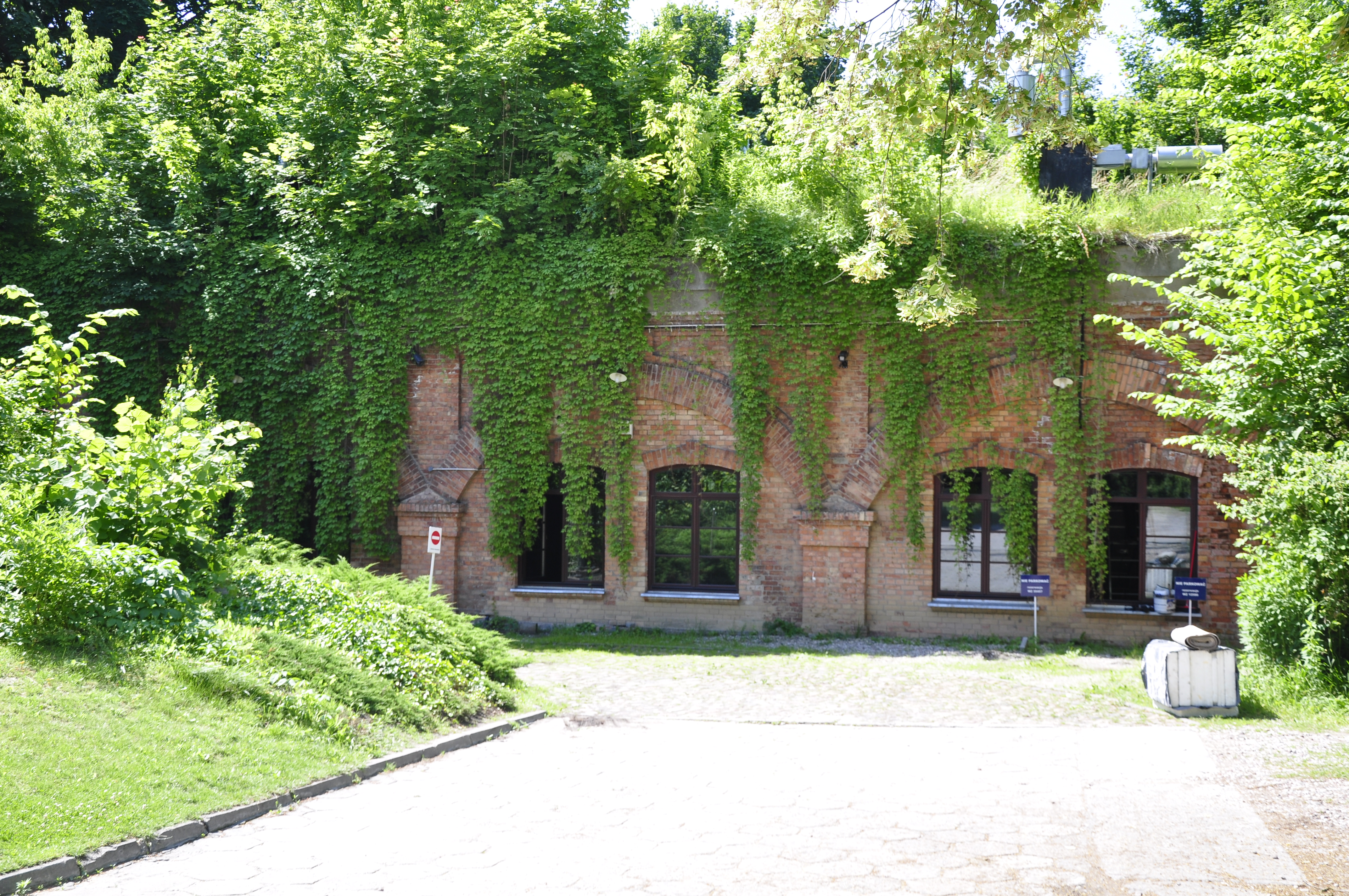
Fort M
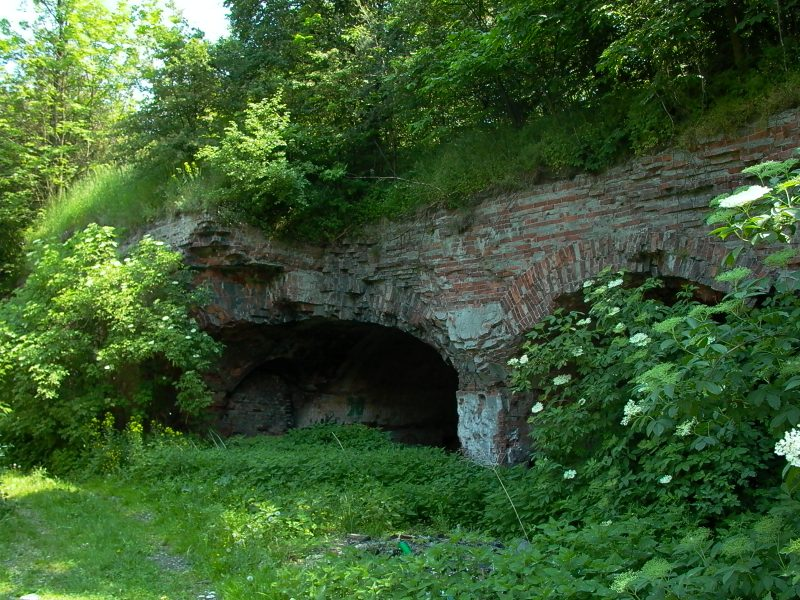
Fort Tsche

## Die Forts des äußeren Verteidigungsringes
- Fort I (auch Fort „Bielany“ genannt). Das Fort lag in einem heutigen Waldgebiet zwischen der Wybrzeże Gdyńskie-Straße und der Marymoncka-Straße. An Bodenwellen im Gelände sind die Lage des ehemaligen Grabens und der Infanterie- und Artilleriewälle erkennbar. Gemauerte Bestandteile des Forts sind kaum noch vorhanden.
- Fort II (auch Fort „Wawrzyszew“ genannt). Das Fort gehört zum Stadtteil Bielany und liegt an der „Chomiczówka“-Wohnsiedlung in der Nähe eines lokalen Sportflugplatzes. Die polnische Armee verkaufte die Anlage. Heute befinden sich hier eine Reitschule und Schrebergärten.
- Fort IIA (auch Fort „Babice“ und Fort „Radiowo“ genannt). Das Fort befindet sich in Bemowo nahe der „Boernerowo“-Wohnsiedlung. Es befindet sich noch im Besitz der polnischen Armee und ist verhältnismäßig gut erhalten. Der Wassergraben ist nicht mehr komplett vorhanden.
- Fort III (auch Fort „Blizne“ genannt). Die Anlage liegt bei den Wohnsiedlungen „Groty“ und „Górce“ im Stadtteil Bemowo. Es existieren noch Kasematten und der Hauptwall. Haupt- und Schulterkaponnieren wurden gesprengt.

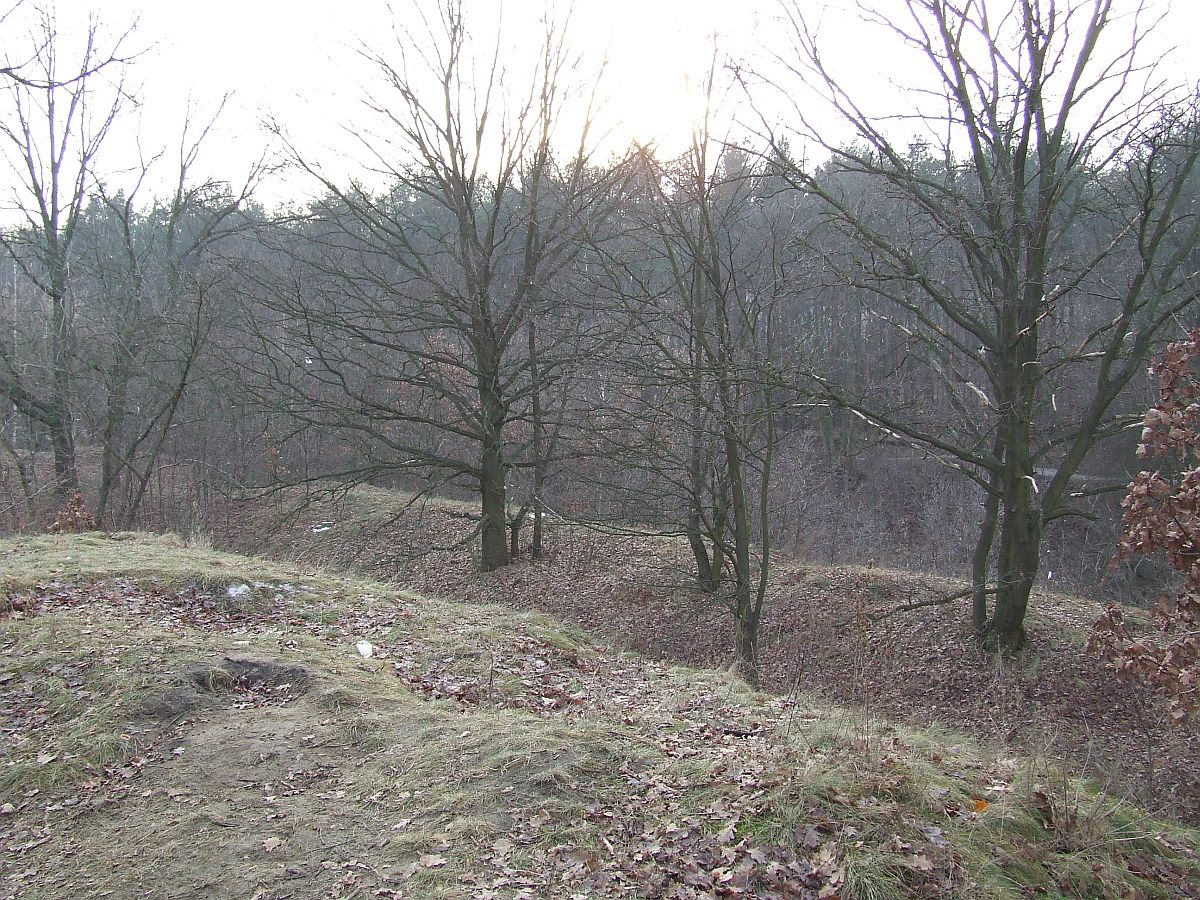
Fort I
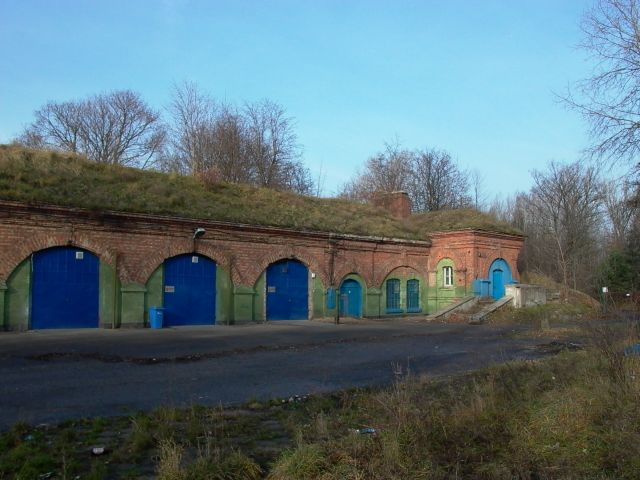
Fort II
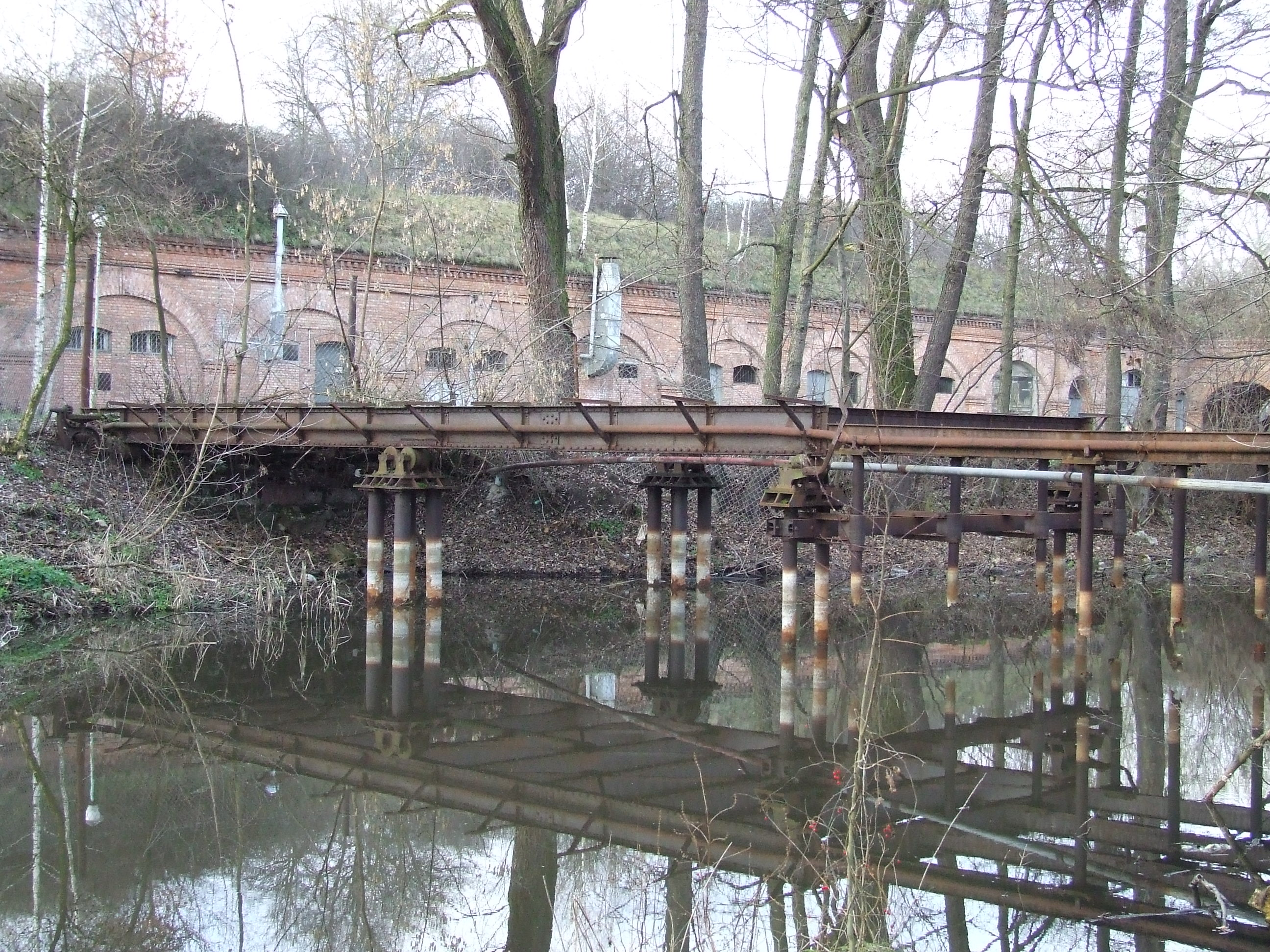
Fort IIA
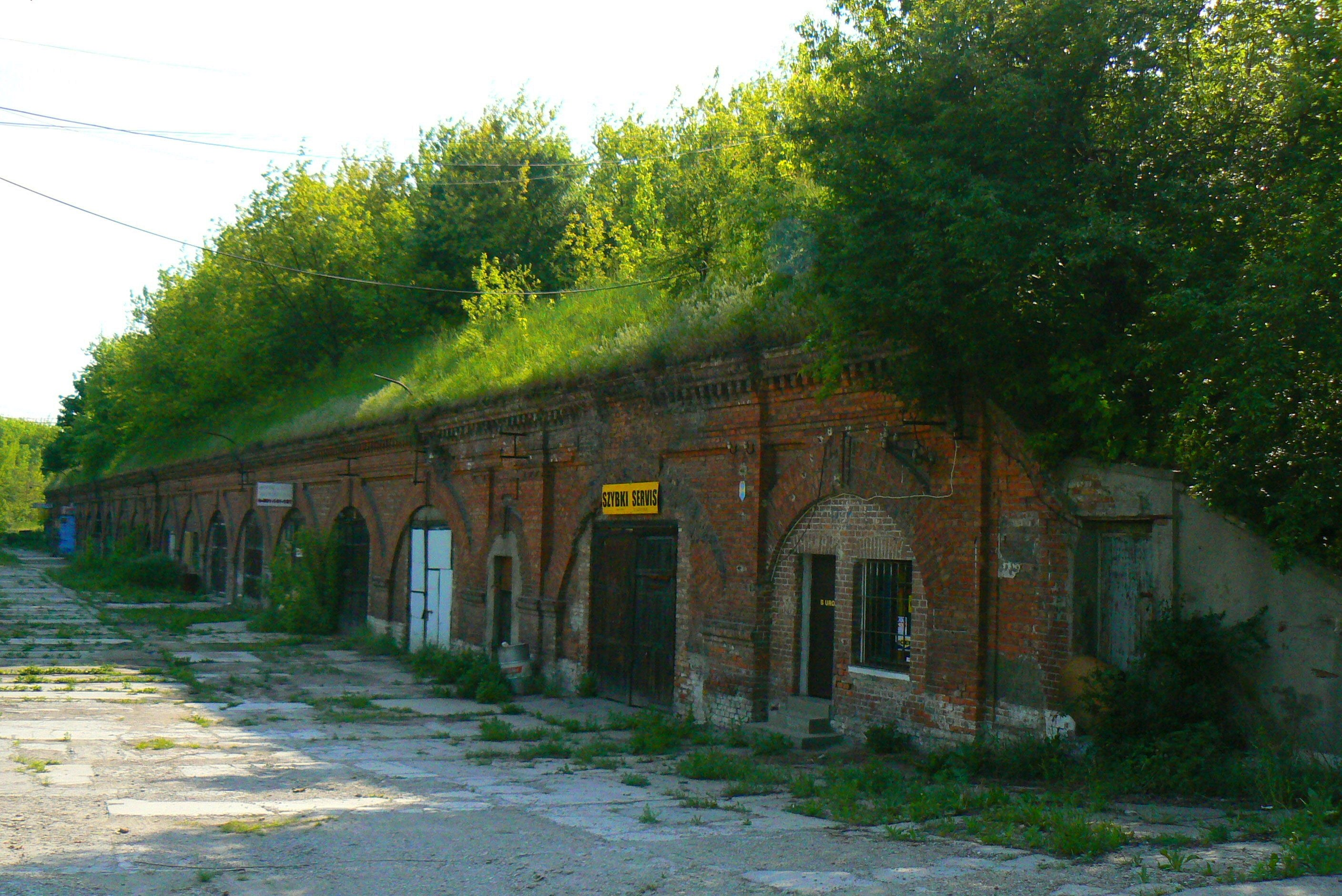
Fort III

- Fort IV (auch Fort „Chrzanów“ genannt). Das Fort liegt in Bemowo; noch vorhandene Teile sind verfallen.
- Fort V (auch Fort „Włochy“ genannt). Das Fort liegt im heutigen Stadtteil Włochy; in seinem Außenbereich sind Friedhöfe entstanden. Einige der Kasematten sind gut erhalten. Die gesamte Anlage wird derzeit zu einem Naherholungsgebiet ausgebaut.
- Fort VI (auch Fort „Okęcie“ genannt). Diese Anlage liegt ebenfalls im Stadtteil Włochy, in unmittelbarer Nähe des Warschauer Frédéric-Chopin-Flughafens. Auch hier wurden in den Außenbereichen Schrebergärten sowie ein Friedhof angelegt. Am 14. März 1980 stürzte beim Landeanflug eine polnische LOT-Maschine in den Graben des Forts.
- Fort VII (auch Fort „Zbarż“ genannt). Das Fort, dessen Kasematten heute unter Wasser stehen, ist derzeit ungenutzt. Im Außenbereich entstanden Schrebergärten. Der Neubau einer ab 2011 vorbeiführenden Schnellstraße förderte Fundamente des Mauerwerks zutage.

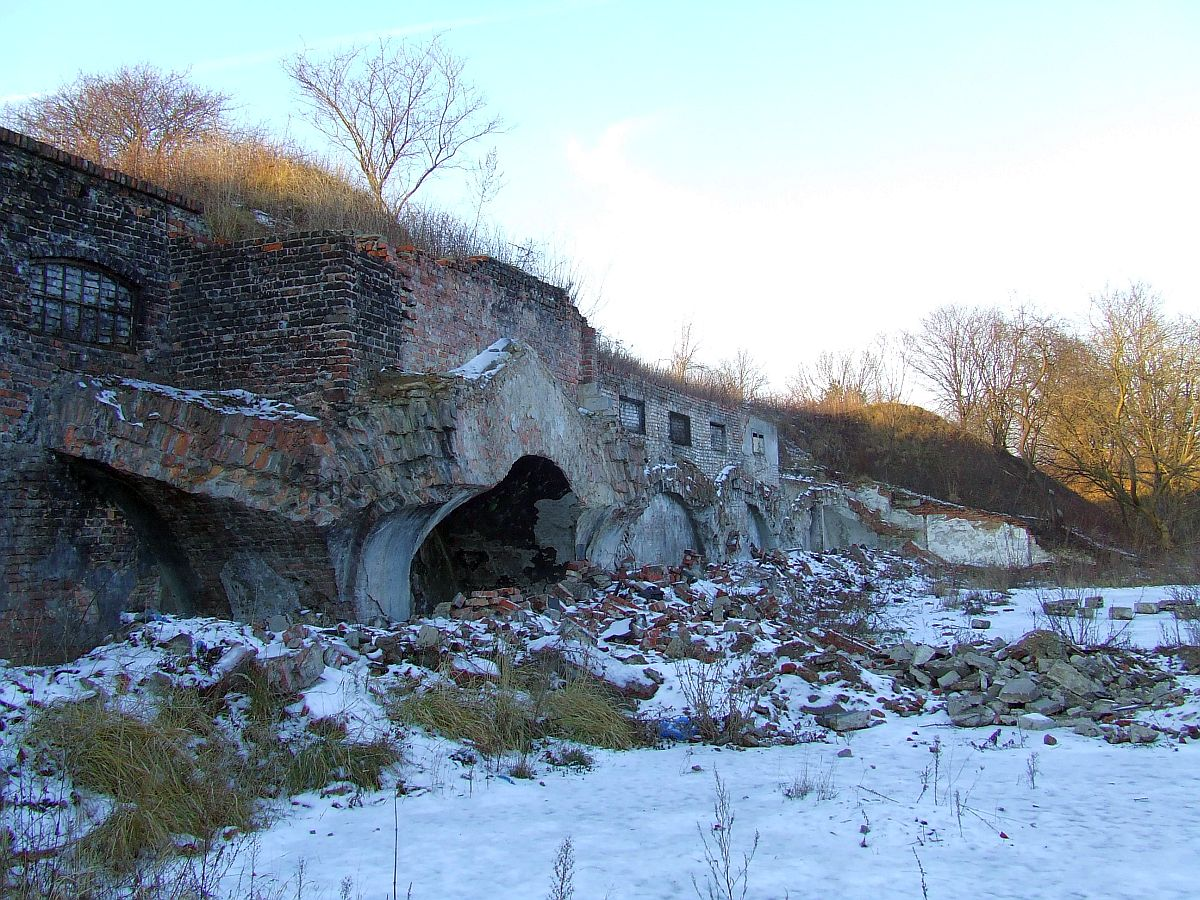
Fort IV
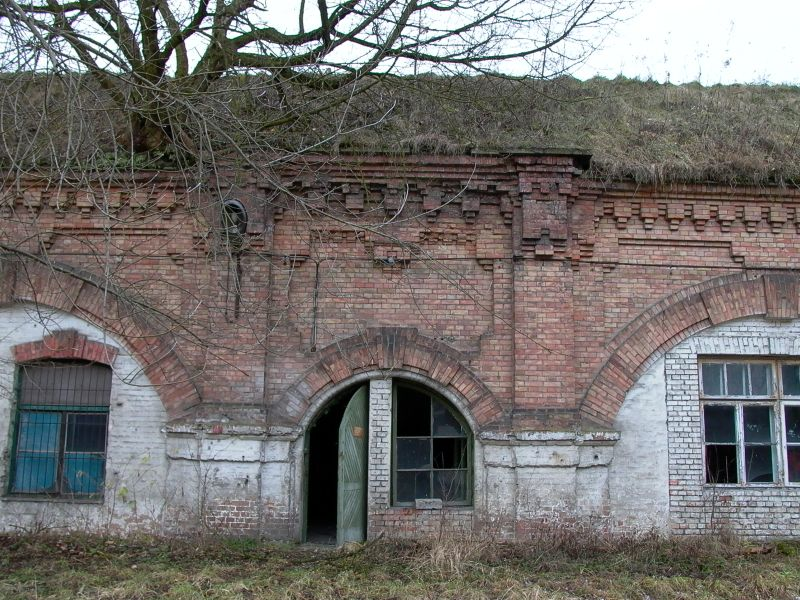
Fort V
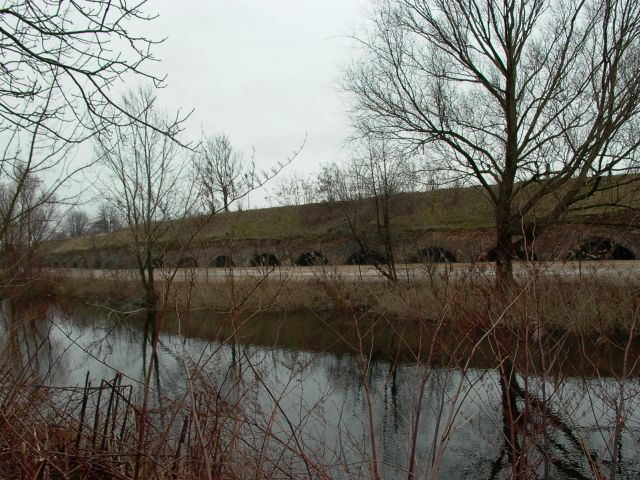
Fort VI
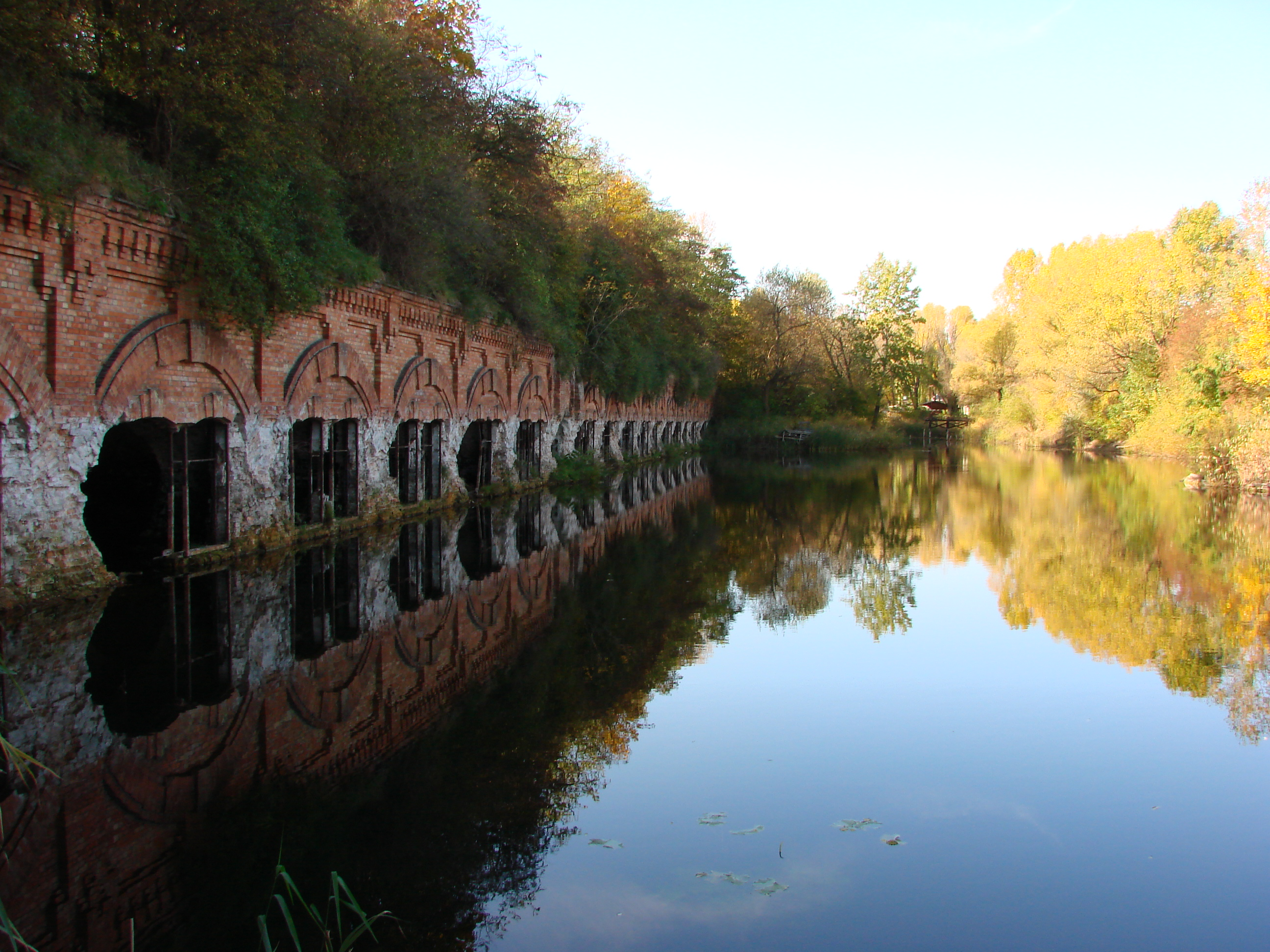
Fort VII

- Fort VIIA (auch Fort „Służewiec“ genannt). Das Fort liegt zwischen der Allee der Flieger (polnisch: „Al. Lotników“) und der Puławska-Straße und wird heute gewerblich genutzt. Neben den historischen Gebäuden des Forts entstanden vor allem nach dem Zweiten Weltkrieg Büro- und Lagergebäude.
- Fort VIII (auch Fort „Służew“ genannt). Das Fort gehört heute zum Stadtteil Ursynów und liegt in der Nähe der Naturwissenschaftlichen Universität Warschaus. Auch dieses Fort ist von Schrebergärten umgeben; frühere Lager-Kasematten wurden bis zum Jahr 2009 als Garagen von Anwohnern genutzt. Ein US-amerikanischer Immobilienentwickler plant die Errichtung eines Wohnanlage im Inneren des denkmalgeschützten Forts.
- Fort IX (auch Fort „Czerniaków“ genannt). Das Fort liegt im Wohngebiet Sadyba des Warschauer Stadtteils Mokotów und beherbergt derzeit das Museum der polnischen Militärtechnik und das Katyń-Museum.
- Fort X (auch Fort „Augustówka“ genannt). Das Fort liegt im hier weitgehend noch unbebauten Stadtgebiet Siekierki in unmittelbarer Nähe des Sanktuariums „Matki Bozej Naczycicielky Modziezy“. Das Fort bestand aus Erdwällen und wird heute als private Schießanlage genutzt.

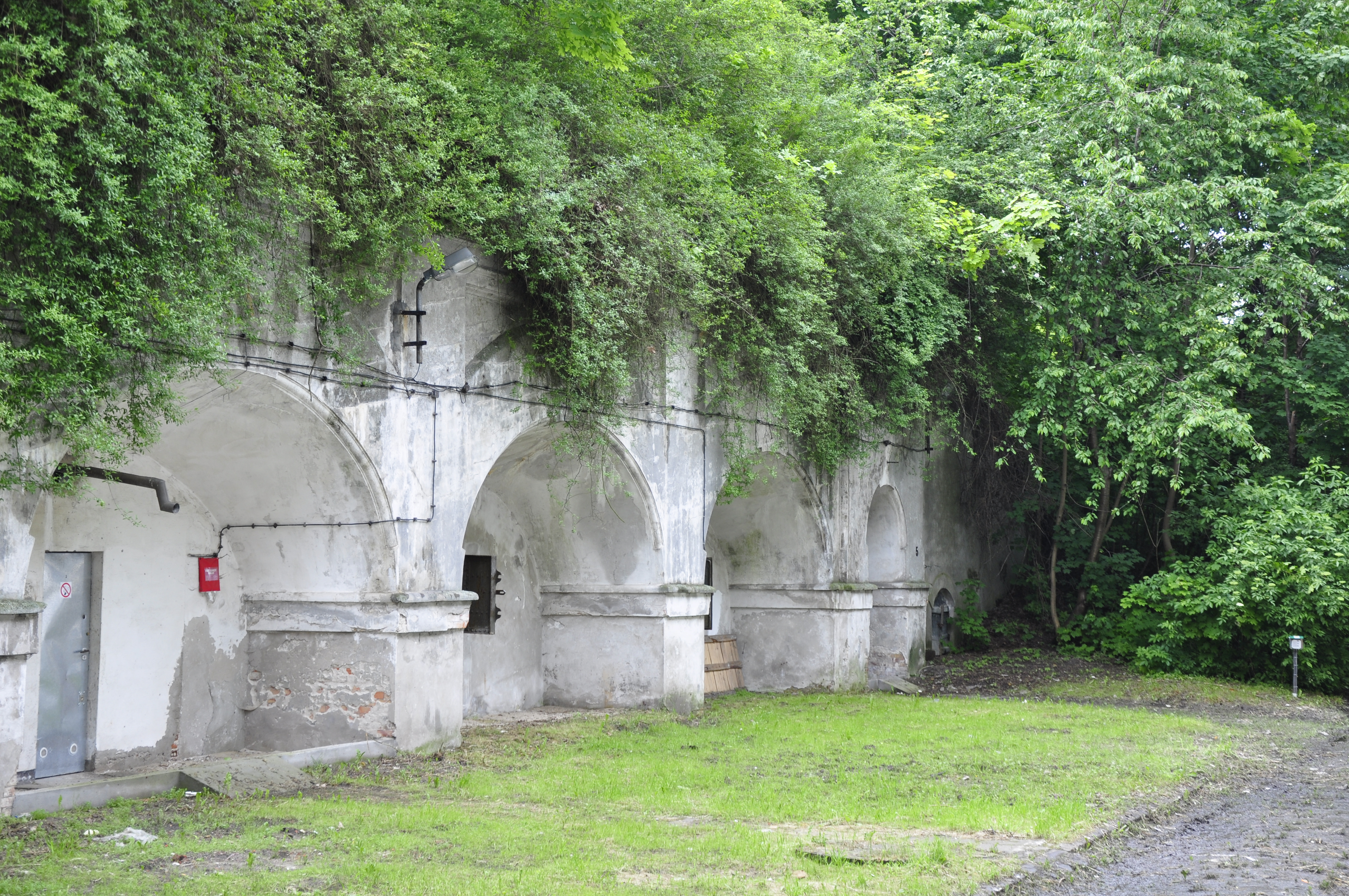
Fort VIIA
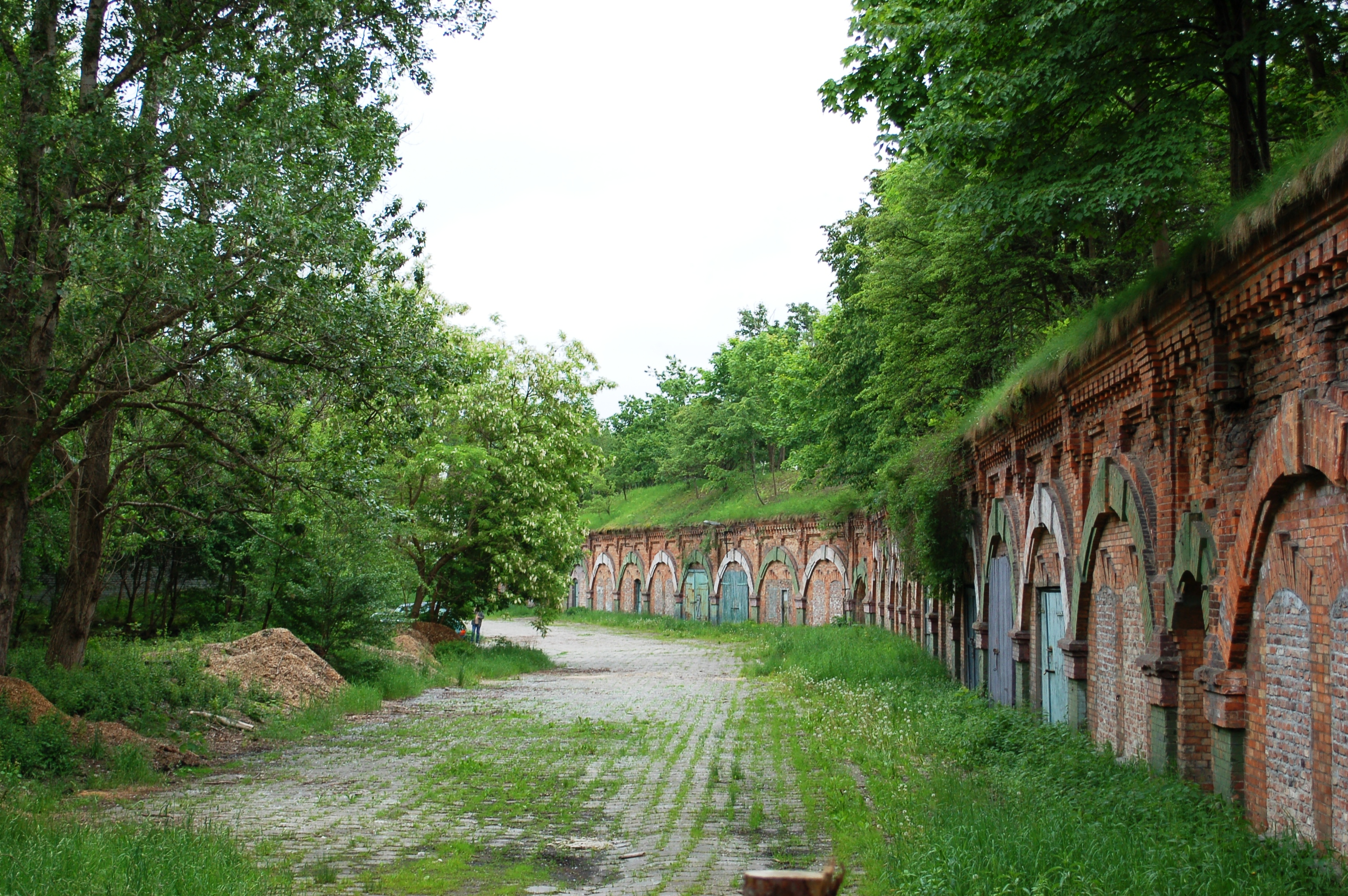
Fort VIII
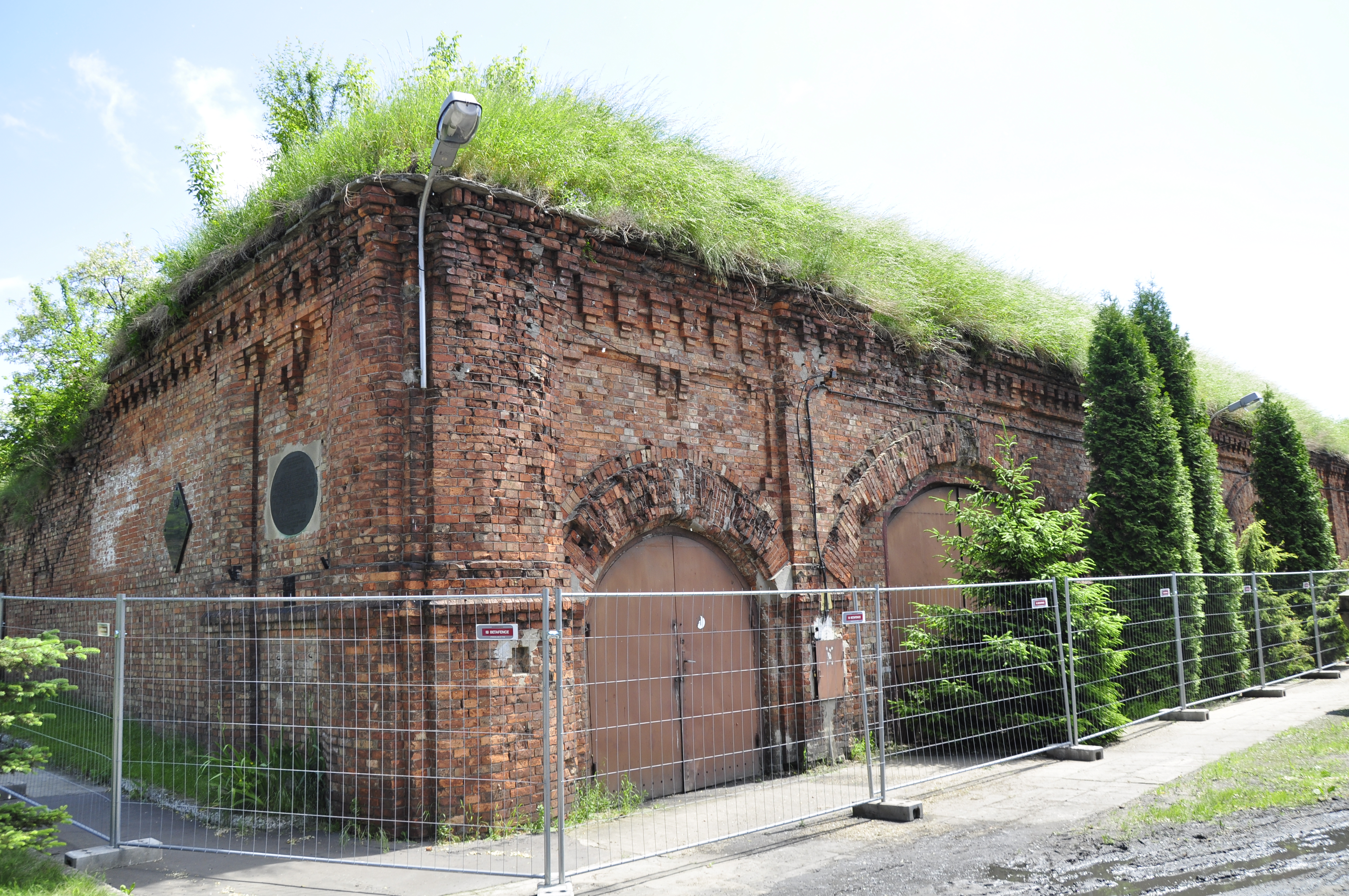
Fort IX
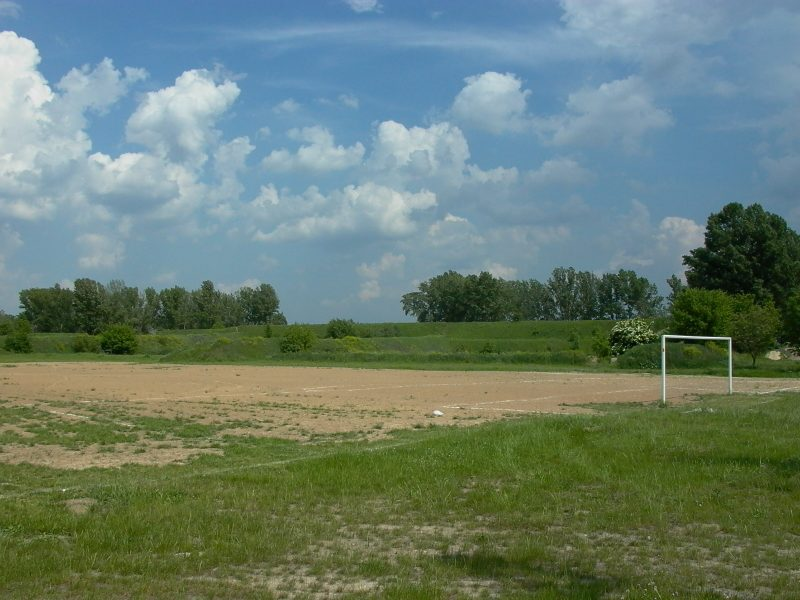
Fort X

- Fort XI (auch Fort „Grochów“ genannt). Das Fort existiert nicht mehr.
- Fort XIA (auch Fort „Grochów II“ genannt). Das Fort existiert nicht mehr.
- Fort XII (auch Fort „Antoninów“ genannt). Das Fort existiert nicht mehr; Bodenwellen in einem heute dort bestehenden Wäldchen lassen die Struktur der Anlage noch erkennen.
- Fort XIIA (auch Fort „Lewinów“ genannt). Die Anlage befand sich in Zacisze bei der heutigen Łodygowa-Straße. Es wurde zerstört und heute befinden sich hier Schrebergärten.
- Fort XIII (auch Fort „Lewicpol“ genannt). Das Fort befand sich anstelle des heutigen Waldparkes „Bródno“ im gleichnamigen Warschauer Wohngebiet.
- Fort XIV (auch Fort „Marywil“ genannt). Das Fort existiert nicht mehr.
- Fort XIVA (auch Fort „Pelcowizna“ genannt). Das Fort existiert nicht mehr.

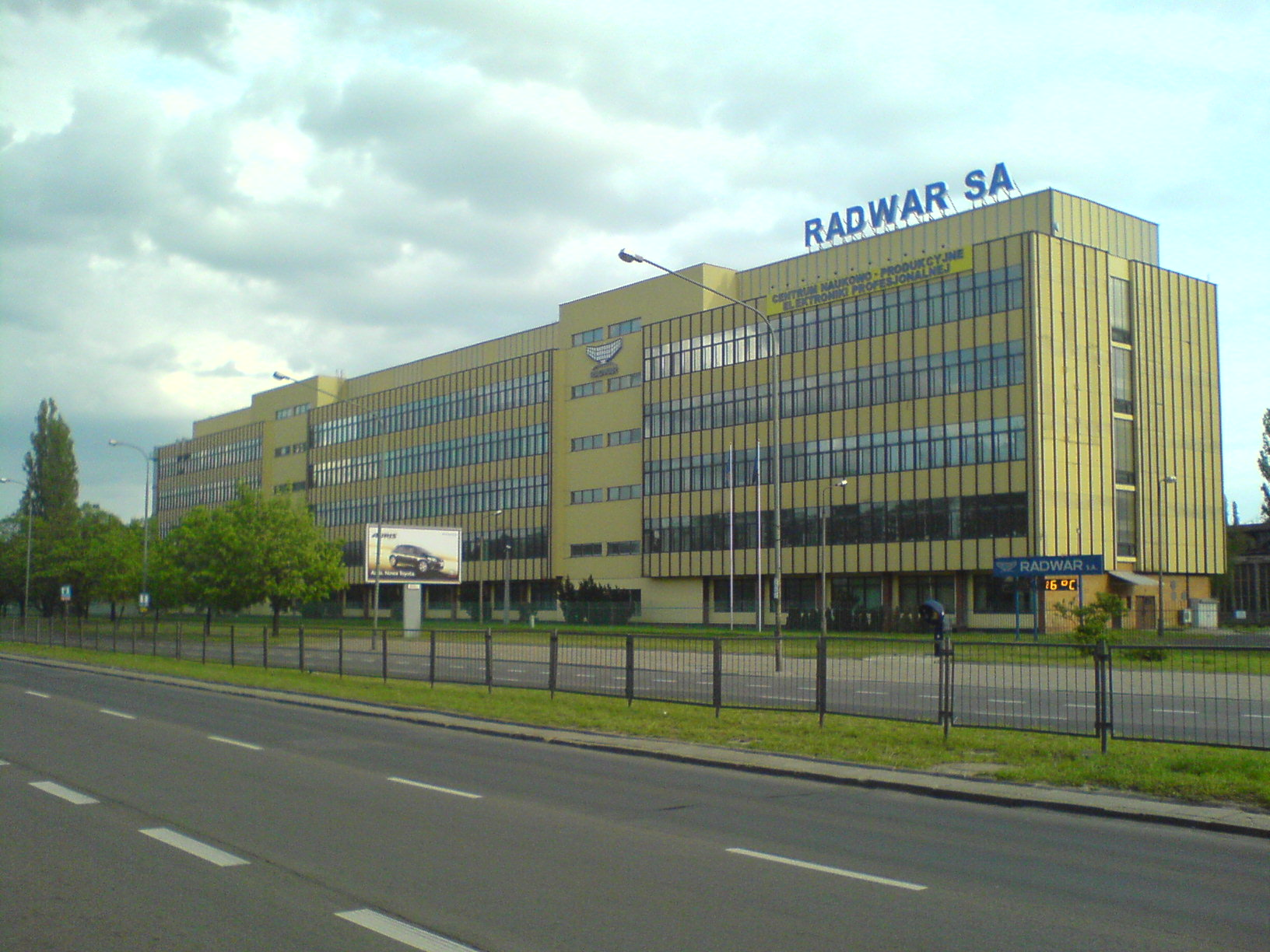
Fort XI
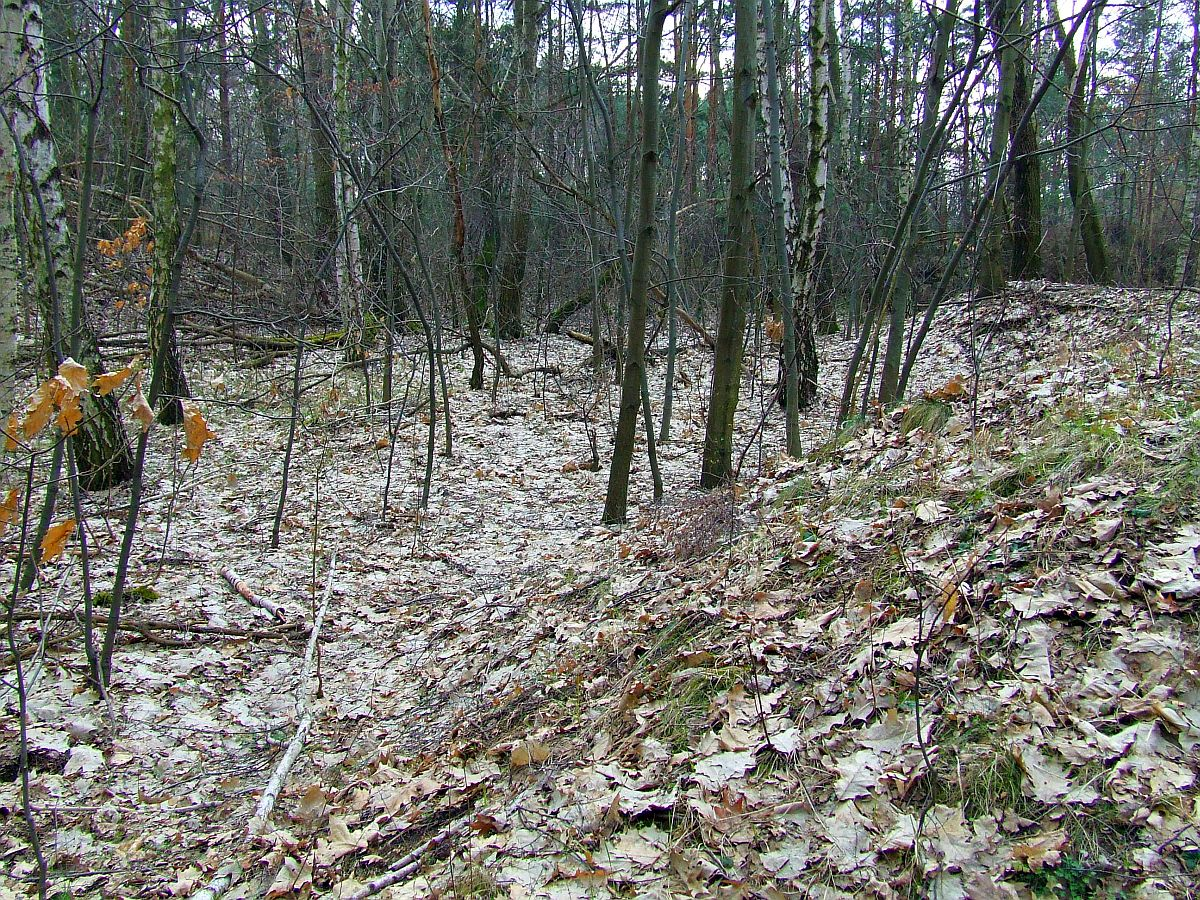
Fort XII

## Die angegliederten Forts der Festung Großraum Warschau
Zwei der realisierten vier (von geplanten sieben) Forts der Verteidigungslinien zwischen den Festungen Warschau, Modlin und Zegrze waren der Festung Warschau angegliedert:
- Fort „Wawer“. Das Fort wurde abgerissen und auf seinem Gelände ein heute baumbestandener Park angelegt.
- Fort „Kawęczyn“. Das ebenfalls im Osten liegende Anschlussfort zur Festung Zegrze wurde nach dem Ersten Weltkrieg abgerissen.

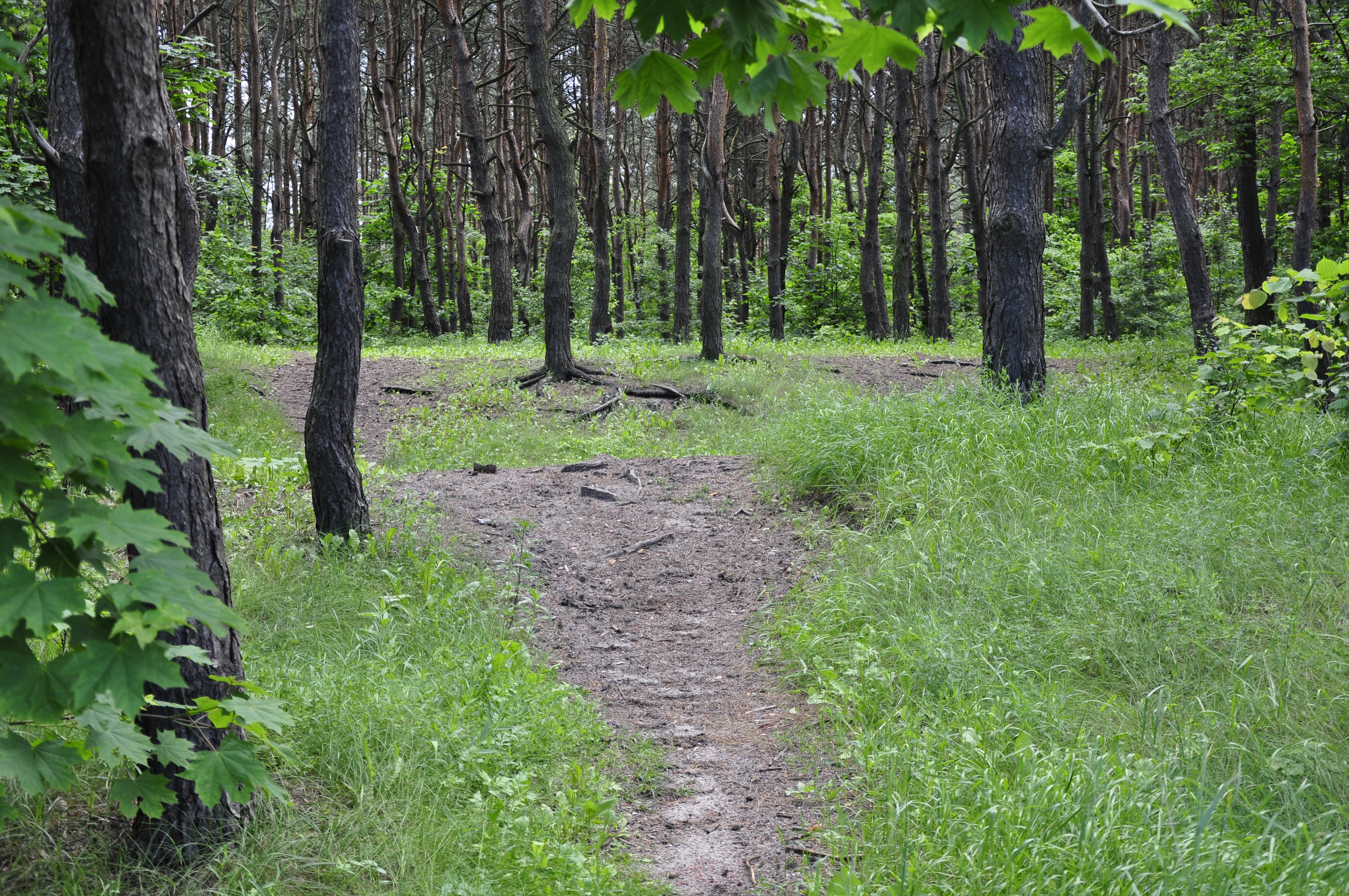
Vom ehemaligen Fort „Wawer“ zeugen nur noch Bodenwellen im heutigen Park „Las Matki Mojej“